# Alexandre Sokourov
Alexandre Nikolaïevitch Sokourov (en russe : Алекса́ндр Никола́евич Соку́ров), né le 14 juin 1951 à Podorvikha dans la région d'Irkoutsk, est un réalisateur soviétique puis russe.

## Biographie
Après avoir été scolarisé dans différentes villes d'URSS et de Pologne suivant l'affectation de son père, officier soviétique, Alexandre Sokourov sort diplômé en histoire de l'université d'État de Nijni Novgorod en 1974, et entre l'année suivante au VGIK (Institut central du cinéma de l’URSS) de Moscou où il est l'élève d'Andreï Tarkovski. Ses réalisations futures en dénotent l'influence.
La plupart des premiers travaux de Sokourov sont bannis par les autorités soviétiques. Durant cette période, il réalise un grand nombre de documentaires. Il ne peut jouir d'une liberté de création qu'après la chute de l'URSS même si ses films ont du mal à trouver des financements. C'est en 1996, avec Mère et Fils, qu'il accède à la reconnaissance internationale. Ce film révèle la tonalité intimiste et mystique de son inspiration, que viennent confirmer Père, fils et Alexandra, sélectionnés au Festival de Cannes. Sokourov réalise par ailleurs trois œuvres d'un tout autre registre, consacrées à des figures historiques : Moloch sur Adolf Hitler, Taurus sur Lénine et Le Soleil sur l'empereur Hirohito.
Il est aussi célèbre pour avoir tourné L'Arche russe au musée de l'Ermitage à Saint-Pétersbourg en un seul plan-séquence de 96 minutes. Ses films sont très appréciés des cinéphiles pour leurs recherches plastiques et leur souffle créatif (lumières ambrées et bistre, incrustations numériques, flous, déformations, etc.).
Il reçoit le prix Robert-Bresson en 2007 en reconnaissance de la compatibilité de son œuvre avec l'Évangile. Avec Faust, adaptation lointaine et iconoclaste de l'ouvrage homonyme de Goethe et du Docteur Faustus de Thomas Mann, il remporte le Lion d'or à la Mostra de Venise 2011.
En juillet 2016, il annonce être candidat aux législatives de septembre à Saint-Pétersbourg sur la liste du parti d'opposition Iabloko.
De jeunes réalisateurs russes de cinéma, tels Kantemir Balagov et Vladimir Bitokov, Kira Kovalenko se sont fait depuis les années 2010 un nom dans le monde du cinéma après avoir participé à l'atelier de cinéma d'Alexandre Sokourov en Kabardino-Balkarie créé et organisé en 2010 par Sokourov au sein de l'université de la République de Kabardino-Balkarie à Naltchik.

## Filmographie

### Cinéma
- 1978 : La Voix solitaire de l'homme (Одинокий голос человека), sorti en 1987
- 1980 : Le Dégradé (Разжалованный), moyen métrage
- 1983 : Une indifférence douloureuse (Скорбное бесчувствие), sorti en 1987
- 1986 : Empire (Ампир), moyen métrage
- 1988 : Les Jours de l'éclipse (Дни затмения)
- 1989 : Sauve et protège (Спаси и сохрани)
- 1990 : Le Deuxième Cercle (Круг второй)
- 1992 : La Pierre (Камень)
- 1994 : Pages cachées (Тихие страницы)
- 1997 : Mère et fils (Мать и сын)
- 1999 : Moloch (Молох)
- 2001 : Taurus (Телец)
- 2002 : L'Arche russe (Русский ковчег)
- 2003 : Père, fils (Отец и сын)
- 2005 : Le Soleil (Солнце)
- 2007 : Alexandra (Александра)
- 2011 : Faust (Фауст)
- 2015 : Francofonia (Франкофония)
- 2022 : Fairytale (Сказка, Skazka)

### Documentaires - Essais
- 1985 : Élégie (Eleguia)
- 1987 : Élégie de Moscou - Andrei Tarkovski (Moskovskaïa eleguia)
- 1987 : Offrande du soir (Jertva vetchernaïa)
- 1987 : Terpenie. Troud
- 1987 : Et rien d'autre (I nitchego bolche)
- 1988 : Maria (Maria)
- 1988 : Sonate pour alto. Dimitri Chostakovitch ("Altovaïa sonata. Dmitri Chostakovitch")
- 1989 : Élégie soviétique (Sovetskaïa eleguia)
- 1989 : Sonata dlia Hitlera
- 1989 : Élégie de Pétersbourg (Peterbourgskaïa eleguia)
- 1990 : Prostaïa eleguia
- 1990 : Leningradskaïa retrospektiva
- 1995 : Doukhovnie golossa. Iz dnevnikov voïny. Povestvovanie v piati tchastiakh (Voix spirituelles).
- 1996 : Élégie orientale (Vostotchnaïa eleguia) (court-métrage)
- 1996 : Hubert Robert. une vie heureuse (Robert. Schastlivaïa jizn)
- 1998 : Povinnost (feuilleton)
- 1999 : Dialogues avec Soljenitsyne
- 1999 : Le Nœud (Ouzel)
- 2000 : Dolce
- 2001 : Élégie de la traversée
- 2005 : Journal de Saint-Pétersbourg
- 2006 : Élégie d'une vie : Rostropovitch, Vishnevskaya
- 2009 : Lisons Le Livre du blocus
- 2010 : Intonatsiya. Vladimir Yakunin
- 2010 : Intonatsiya. Yuri Shmidt
- 2010 : Intonatsiya. Boris Averin
- 2010 : Intonatsiya. Arsen Kanokov
- 2010 : Intonatsiya. Sergei Slonimsky
- 2010 : Intonatsiya. Valery Zorkin
- 2011 : Il nous faut du bonheur

## Distinctions
- 1997 : Artiste émérite de la fédération de Russie
- 2004 : Artiste du peuple de la fédération de Russie
- 2007 : Prix Robert-Bresson à la Mostra de Venise (décerné par l'Église catholique)
- 2011 : Lion d'or à la 68e Mostra de la Biennale de Venise pour Faust

## Publication
- Au cœur de l’océan, Lausanne, L’Âge d’Homme, traduction du russe et introduction de Jeremi Szaniawski, 2015[3]

## Études sur le cinéma de Sokourov
- Diane Arnaud, Le cinéma de Sokourov : figures d'enfermement, Paris ; Budapest ; Kinshasa : L'Harmattan, 2005  (ISBN 274759484X)
- Denis Brotto, Osservare l'incanto. Il cinema e l'arte di Aleksandr Sokurov, Roma : Ente dello Spettacolo, 2010
- I corpi del potere. Il cinema di Alexandr Sokurov (a cura di M. Pezzella e A. Tricomi), Milano : Jaca Book, 2012